# Ligne de Saragosse à Canfranc
La ligne de Saragosse à Canfranc (frontière) est une ligne de chemin de fer à voie large, ouverte en 1928, située dans le nord de l'Espagne, et reliant Saragosse, capitale de l'Aragon, à Huesca, Jaca et Canfranc, dans les Pyrénées. À l'origine, elle formait avec la ligne de chemin de fer française de Pau à Canfranc une liaison trans-pyrénéenne ; cependant, compte tenu de la différence d'écartement de voie entre la France et l'Espagne, aucun train ne pouvait utiliser la ligne de bout en bout. Après l'accident d'un train de marchandises qui a détruit un pont du côté français, la liaison internationale est interrompue depuis 1970. Depuis, seuls des trains régionaux à destination de Canfranc circulent encore. 
La ligne est électrifiée entre Saragosse et Tardienta avec une tension de 3 kV en courant continu. Entre Tardienta et Huesca, elle parcourt plus de 20 km sur une voie à trois files de rails, conjointement avec la LGV Saragosse - Huesca (les véhicules à écartement large ne peuvent y circuler sous traction électrique). La section entre Huesca et Canfranc n’est pas électrifiée.

## Histoire
La ligne fut ouverte 
- le 18 septembre 1861 de Saragosse à Tardienta (et au-delà à Lérida) ;
- le 12 septembre 1864 de Tardienta à Huesca ;
- le 1er mars 1883 de Huesca à Jaca ;
- le 11 juillet 1928 de Jaca à Canfranc et au-delà à Bedous en France.

Le 4 mars 1929, fut ouvert un shunt entre Zuera et Turuñana ; plus court de 44 km que l'itinéraire par Huesca, il était destiné à réduire considérablement le temps de trajet des trains ne passant pas par Huesca.
La guerre civile espagnole et le début de la seconde guerre mondiale ont provoqué une baisse considérable du trafic civil sur la ligne ; cependant, des échanges militaires importants entre l'Espagne et le Reich allemand ont été réalisés via l'itinéraire ferroviaire reliant Saragosse à Pau.
L’effondrement d’un pont causé par un train de marchandises ayant déraillé sur la ligne française reliant Canfranc à Bedous en 1970 a interrompu le trafic ferroviaire international, qui était déjà très faible à cette époque. Depuis lors, les chemins de fer espagnols exploitent toujours des trains régionaux à destination de Canfranc. Le shunt Zuera-Turuñana n’est plus utilisé depuis et n’est plus praticable.
Les projets de remise en service de la liaison ferroviaire avec la France sont récurrents. Du côté français, la liaison entre Pau et Oloron-Sainte-Marie est à nouveau utilisée. Le tronçon suivant reliant Oloron-Sainte-Marie à Bedous a été remis en service en 2016. Cependant, il n'y a actuellement aucun projet concret pour la remise en service de la section entre Bedous et Canfranc.
En 2003 a été ouverte la LGV Saragosse - Huesca. Elle est constituée, entre Saragosse et Tardienta, d'une voie à l'écartement normal parallèle à la voie large existante. Sur la section suivante, entre Tardienta et Huesca, le principe d'une voie à trois files de rails a été mis en œuvre. Peuvent y circuler à la fois des véhicules à voie normale (électriques à courant alternatif 25 kV / 50 Hz) et des véhicules à voie large (uniquement à traction diesel). Depuis lors, la gare de Huesca dispose de deux voies à écartement normal et de quatre voies à écartement large (une seule de ces voies est à quai). 
La gare de Huesca est en impasse. De ce fait, les trains reliant Saragosse à Canfranc et s'arrêtant en gare de Huesca devaient, jusqu'en 2007, rebrousser sur quelques centaines de mètres avant de pouvoir bifurquer vers Canfranc. La manœuvre inverse était requise pour les trains circulant dans l'autre sens. En 2007, une nouvelle voie de contournement a été ouverte au sud de Huesca. Depuis lors, les trains s'arrêtant à Canfranc changent de direction à Huesca, sauf ceux qui brûlent l'étape et utilisent le raccordement direct évitant cette gare.
Après deux ans de travaux afin de moderniser la ligne, améliorer les conditions de circulation des trains et réduire les temps de trajet, la circulation des trains reprend sur la ligne le 9 juin 2025.

## Tracé

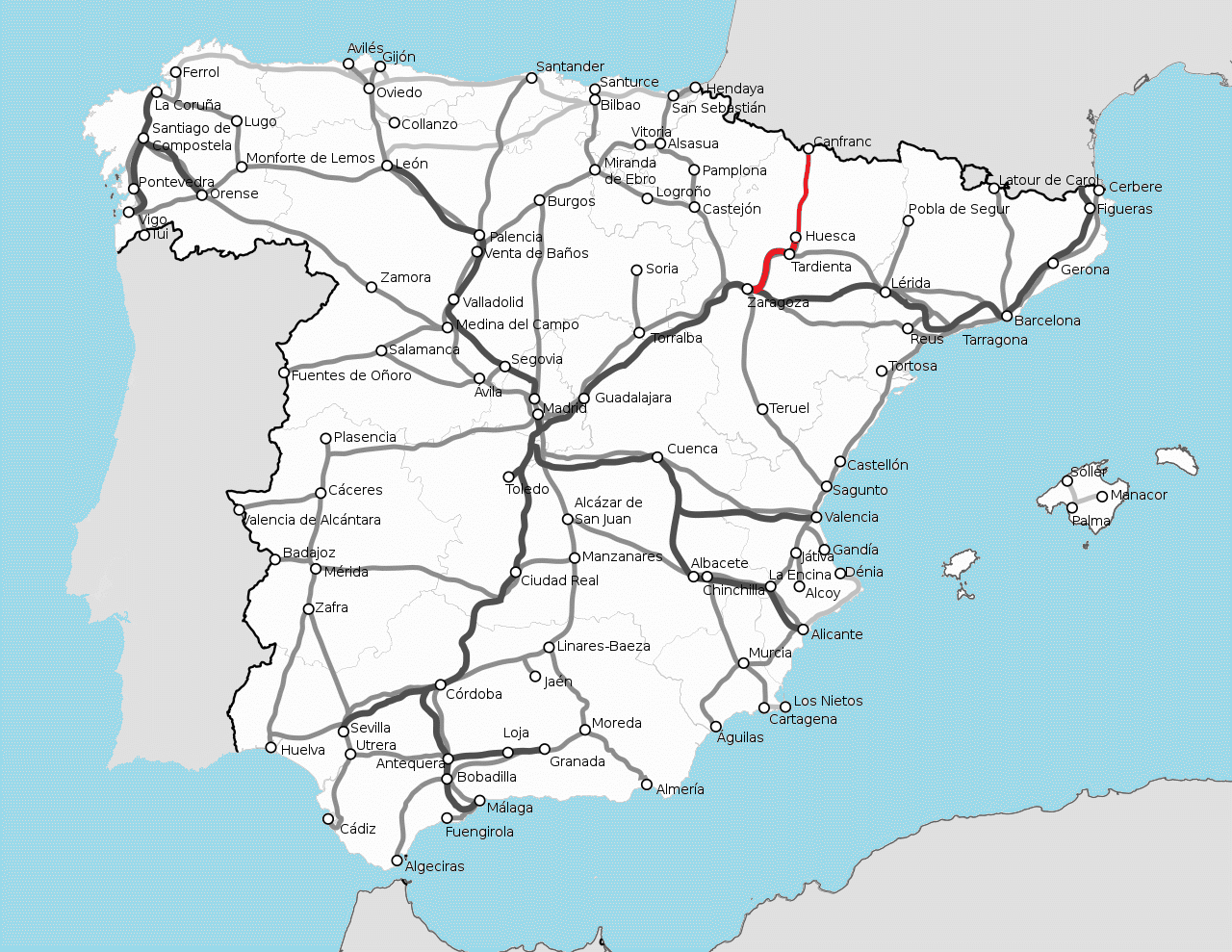
Carte de la ligne (en rouge) au sein du réseau ferré espagnol.

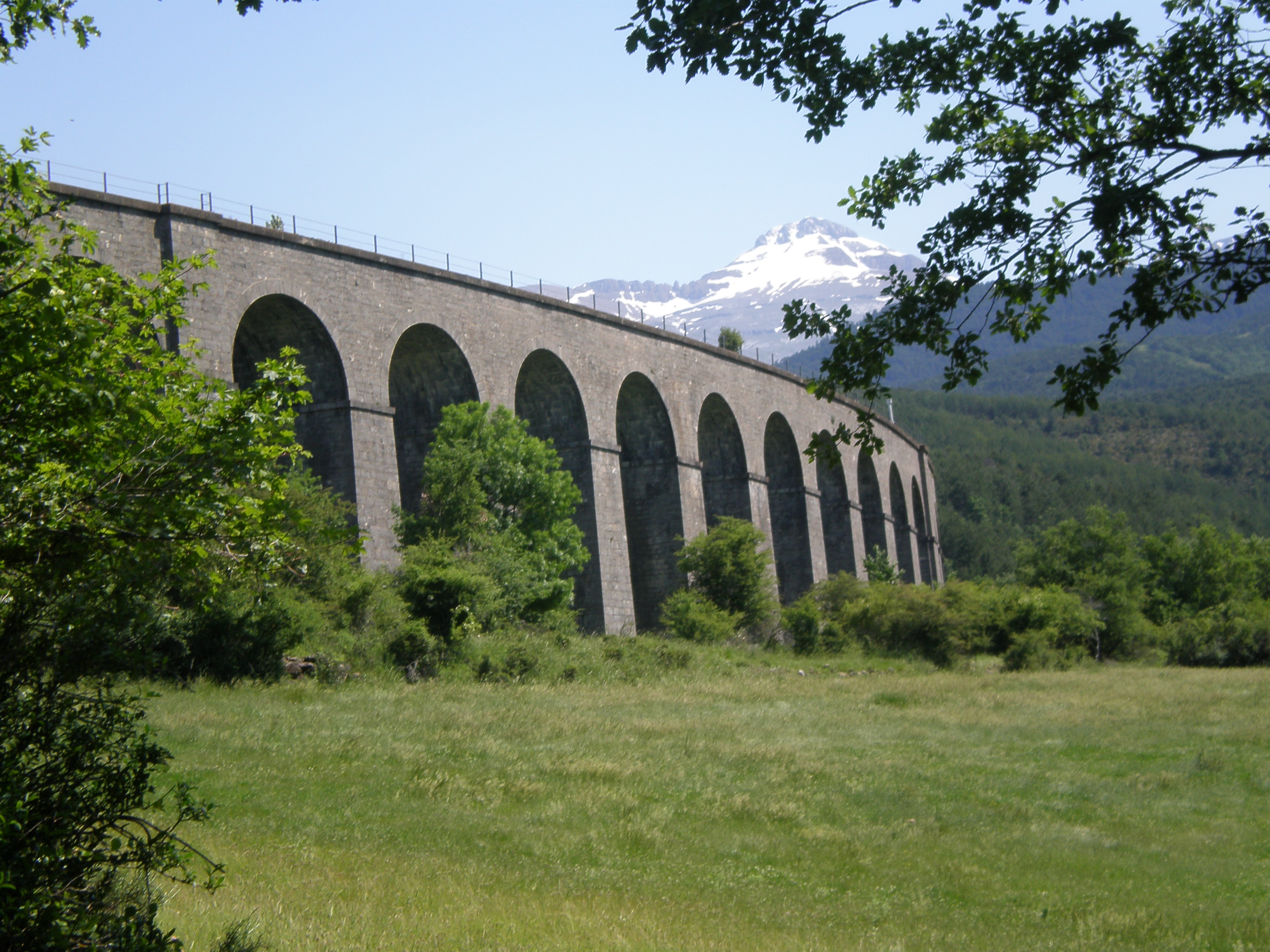
Le viaduc de Cenarbe ou de San Juan.